# Pengemængde
Pengemængden er et begreb, som dækker over mængden af likvide aktiver i et samfund. Pengemængden består traditionelt af sedler og mønter, forskellige indeståender på bankkonti og evt. visse kortfristede værdipapirer. Der er dog ikke nogen entydig forståelse af, hvilke aktiver der er penge, og hvilke der ikke er, da der er en glidende overgang mht. likviditeten mellem forskellige typer af aktiver. Derfor opereres der i forskellige lande også med forskellige mere præcist definerede, snævrere og bredere pengemængdedefinitioner, ofte benævnt M1, M2, M3 osv. Det præcise indhold af disse vil til dels være historisk bestemt for det enkelte land.

## Pengemængden i Danmark
I Danmark anvendes følgende pengemængdebegreber:
1. M1: den private ikke-banksektors beholdning af sedler og mønter samt bankindskud på anfordring
2. M2: M1 plus korte tidsindskud
3. M3: M2 plus visse andre indlån og beholdningen af korte gældsbeviser (typisk op til 24 måneder)

Check og kreditkort opfattes ikke i sig selv som en del af pengemængden, men er udelukkende en transaktionsform. De bankkonti, som de er tilknyttet, vil imidlertid indgå som en del af pengemængden.

## Hvad afgør pengemængdens størrelse?
Mængden af mønter og sedler bestemmes direkte af centralbanken i det pågældende land, mens mængden af indestående på bankkonti afhænger af såvel husholdningerne som af bankerne. Husholdningernes indflydelse er åbenlys, mens bankernes er lidt mere omstændelig. Bankerne kan nemlig gennem ind- og udlån være med til at "skabe penge" (= disponible midler) og øge pengemængden.

### Reservebrøk og kreditmultiplikator
Det centrale begreb er her reservebrøken, det vil sige den andel af indlånene, som en bank genudlåner, fordi de ikke forventer, at alle indlånene vil blive krævet udbetalt samtidig.
Processen kan illustreres som følger, hvis vi siger at reservebrøken er 10%: Banken får 100 kr. i indlån. De beholder 10 kr. i reserve og udlåner 90 kr., som igen sættes i banken af for eksempel en handlende, efter at låntager måske har brugt dem til at købe ind for. Herved er pengemængden nu 100 + 90 = 190 kr. Men det fortsætter: Af de 90 kr. holdes 9 kr. i reserve og 81 kr. lånes ud, men vender ligesom oven for tilbage.
Samlet set kan man vise, at summen af denne proces er udgangsbeløbet divideret med reservebrøken, det vil sige, at 100 kr. skaber en pengemængde på 100 / (1/10) = 1000 kr. Dette er udgangspunkt for den såkaldte pengemultiplikator eller kreditmultiplikator, som udtrykker forholdet mellem kontanter og indestående i centralbanken på den ene side og den samlede pengemængde på den anden side.
Da centralbanken ikke har direkte kontrol over mængden af borgernes indeståender på bankkonti, er dens påvirkning af pengemængden ikke helt åbenlys. En centralbank kan dog påvirke likviditeten i samfundet ved fx at købe eller sælge obligationer. Et obligationssalg mindsker pengemængden, da det opsuger likviditet. Et obligationskøb hæver pengemængden, da det sender likviditet ud i samfundet. Den form for direkte markedsoperationer er dog mindre vigtige i vore dage. I stedet bruger fx Nationalbanken herhjemme såkaldte repoforretninger, hvor de på ugebasis for en given rente (reporenten) køber obligationer af bankerne, men hvor bankerne har genkøbspligt ugen efter. Ved at sænke og hæve reporenten kan Nationalbanken styre mængden af disse repoforretninger og derved pengemængden. Dette kaldes også for indirekte markedsoperationer.
Også gennem mindstekrav til reservebrøken kan centralbanken påvirke pengemængden. Kontrollen er dog ikke suveræn, da bankerne kan vælge at have en højere reservebrøk, og husholdningerne kan vælge både at sætte flere og færre penge i banken, det vil sige udsætte flere eller færre penge for pengemultiplikatoren.

## I dag forsøger centralbanker sjældent at styre pengemængden
Ændringer i pengemængden er ifølge kvantitetsteorien vigtige for bl.a. inflationstakten, da denne teori tilsiger, at inflationen vil svare til den årlige vækst i pengemængden. Derfor har det især tidligere været et vigtigt mål for centralbanker at styre efter at fastholde en bestemt, ikke for høj pengemængdevækst. I 1970'erne og 1980'erne blev brede pengemængdeaggregater således anvendt som mellemmål for pengepolitikken i flere lande. Ikke mindst pga. finansiel innovation viste det sig imidlertid, at sammenhængen mellem inflation og pengemængde i praksis ikke var stabil nok til, at pengemængden kunne fungere som et velegnet mellemmål, og de vigtigste centralbanker har derfor for længst forladt denne tankegang til fordel for enten en inflationsmålsætning eller andre strategier.

## Pengemængden i en økonomi med faste valutakurser
I en lille åben økonomi som den danske med fast valutakurs og frie kapitalbevægelser er pengemængden rent efterspørgselsbestemt, dvs. uden for Danmarks Nationalbanks direkte kontrol. Nationalbanken kan ikke på en gang fastholde en fast valutakurs over for euroen og samtidig fastholde et mål for udviklingen i pengemængden, der er uafhængigt heraf.